# Dyskografia Johna Denvera
Dyskografia Johna Denvera składa się z 38 albumów solowych, 44 singli i 17 kompilacji.

## Albumy studyjne

### Lata 60.
| Tytuł             | Szczegóły                                                 | Pozycja na liście | Pozycja na liście | Certyfikat   |
| Tytuł             | Szczegóły                                                 | US                | UK                | Certyfikat   |
| ----------------- | --------------------------------------------------------- | ----------------- | ----------------- | ------------ |
| John Denver Sings | - Data wydania: 1966 - Wytwórnia: samodzielnie            | —                 | —                 |              |
| Rhymes & Reasons  | - Data wydania: październik 1969 - Wytwórnia: RCA Records | 148               | 21                | - UK: Silver |

### Lata 70.
| Tytuł                     | Szczegóły                                                 | Pozycja na liście | Pozycja na liście | Pozycja na liście | Pozycja na liście | Pozycja na liście | Certyfikat                                 |
| Tytuł                     | Szczegóły                                                 | US Country        | US                | CAN               | NZ                | UK                | Certyfikat                                 |
| ------------------------- | --------------------------------------------------------- | ----------------- | ----------------- | ----------------- | ----------------- | ----------------- | ------------------------------------------ |
| Take Me to Tomorrow       | - Data wydania: maj 1970 - Wytwórnia: RCA Records         | —                 | 197               | —                 | —                 | —                 |                                            |
| Whose Garden Was This     | - Data wydania: październik 1970 - Wytwórnia: RCA Records | —                 | —                 | —                 | —                 | —                 |                                            |
| Poems, Prayers & Promises | - Data wydania: maj 1971 - Wytwórnia: RCA Records         | 6                 | 15                | 9                 | —                 | 19                | - US: Platinum                             |
| Aerie                     | - Data wydania: grudzień 1971 - Wytwórnia: RCA Records    | 37                | 75                | 33                | —                 | —                 | - US: Gold                                 |
| Rocky Mountain High       | - Data wydania: 15 września 1972 - Wytwórnia: RCA Records | 40                | 4                 | 1                 | —                 | 11                | - US: 2× Platinum - UK: Gold               |
| Farewell Andromeda        | - Data wydania: czerwiec 1973 - Wytwórnia: RCA Records    | —                 | 16                | 23                | —                 | —                 | - US: Gold                                 |
| Back Home Again           | - Data wydania: czerwiec 1974 - Wytwórnia: RCA Records    | 1                 | 1                 | 1                 | 14                | 3                 | - US: 3× Platinum - UK: Silver - CAN: Gold |
| Windsong                  | - Data wydania: wrzesień 1975 - Wytwórnia: RCA Records    | 1                 | 1                 | 1                 | 5                 | 14                | - US: 2× Platinum - CAN: Platinum          |
| Spirit                    | - Data wydania: sierpień, 1976 - Wytwórnia: RCA Records   | 3                 | 7                 | 22                | 7                 | 9                 | - US: Platinum                             |
| I Want to Live            | - Data wydania: listopad 1977 - Wytwórnia: RCA Records    | 10                | 45                | 38                | —                 | 25                | - US: Platinum                             |
| John Denver               | - Data wydania: styczeń 1979 - Wytwórnia: RCA Records     | 10                | 25                | 25                | —                 | 68                | - US: Gold                                 |

### Lata 80.
| Tytuł                  | Szczegóły                                                      | Pozycja na liście | Pozycja na liście | Pozycja na liście | Pozycja na liście | Pozycja na liście | Certyfikat |
| Tytuł                  | Szczegóły                                                      | US Country        | US                | CAN               | AUS               | UK                | Certyfikat |
| ---------------------- | -------------------------------------------------------------- | ----------------- | ----------------- | ----------------- | ----------------- | ----------------- | ---------- |
| Autograph              | - Data wydania: Lu80 - Wytwórnia: RCA Records                  | 28                | 39                | 72                | 56                | —                 |            |
| Some Days Are Diamonds | - Data wydania: czerwiec 1981 - Wytwórnia: RCA Records         | 7                 | 32                | —                 | 20                | —                 | - US: Gold |
| Seasons of the Heart   | - Data wydania: luty 1982 - Wytwórnia: RCA Records             | 18                | 39                | —                 | 65                | —                 | - US: Gold |
| It’s About Time        | - Data wydania: 15 listopada1983 - Wytwórnia: RCA Records      | 55                | 61                | 92                | 19                | 90                |            |
| Dreamland Express      | - Data wydania: czerwiec 1985 - Wytwórnia: RCA Records         | 64                | 90                | —                 | 71                | —                 |            |
| One World              | - Data wydania: czerwiec 1986 - Wytwórnia: RCA Records         | —                 | —                 | —                 | 90                | 91                |            |
| Higher Ground          | - Data wydania: 26 czerwca, 1988 - Wytwórnia: Windstar Records | 49                | —                 | —                 | 5                 | —                 |            |

### Lata 90.
| Tytuł                               | Szczegóły                                                      | Pozycja na liście | Pozycja na liście |
| Tytuł                               | Szczegóły                                                      | US Country        | US                |
| ----------------------------------- | -------------------------------------------------------------- | ----------------- | ----------------- |
| Earth Songs                         | - Data wydania: czerwiec 1990 - Wytwórnia: Windstar Records    | —                 | —                 |
| The Flower That Shattered the Stone | - Data wydania: wrzesień 1990 - Wytwórnia: Windstar Records    | —                 | 185               |
| Different Directions                | - Data wydania: 24 września 1991 - Wytwórnia: Windstar Records | —                 | —                 |
| Love Again                          | - Data wydania: 1996 - Wytwórnia: CMC Records                  | 16                | 130               |
| All Aboard!                         | - Data wydania: 26 sierpnia 1997 - Wytwórnia: Sony Wonder      | —                 | 165               |
| Forever, John                       | - Data wydania: 29 września 1998 - Wytwórnia: RCA Records      | —                 | —                 |

## Albumy

### Albumy koncertowe
| Tytuł                          | Szczegóły                                                  | Pozycja na liście | Pozycja na liście | Pozycja na liście | Pozycja na liście | Pozycja na liście | Pozycja na liście | Certyfikat/Sales              |
| Tytuł                          | Szczegóły                                                  | US Country        | US                | CAN               | AUS               | NZ                | UK                | Certyfikat/Sales              |
| ------------------------------ | ---------------------------------------------------------- | ----------------- | ----------------- | ----------------- | ----------------- | ----------------- | ----------------- | ----------------------------- |
| An Evening with John Denver    | - Data wydania: luty 1975 - Wytwórnia: RCA Records         | 1                 | 2                 | 1                 | 35                | 1                 | 31                | - US: 3× Platinum - CAN: Gold |
| Live in London                 | - Data wydania: 1976 - Wytwórnia: RCA Records              | —                 | —                 | —                 | —                 | —                 | 2                 |                               |
| Live at the Sydney Opera House | - Data wydania: 1978 - Wytwórnia: RCA Records              | —                 | —                 | —                 | —                 | —                 | —                 |                               |
| The Wildlife Concert           | - Data wydania: 1995 - Wytwórnia: Legacy Recordings        | —                 | 104               | —                 | 45                | —                 | —                 | - US: Gold                    |
| The Best of John Denver Live   | - Data wydania: 1997 - Wytwórnia: Legacy Recordings        | 8                 | 52                | —                 | —                 | —                 | —                 | - US: Gold (934,000)          |
| Sing Australia                 | - Data wydania: 2001 - Wytwórnia: BMG Australia Limited    | —                 | —                 | —                 | —                 | —                 | —                 |                               |
| Christmas in Concert           | - Data wydania: wrzesień 2001 - Wytwórnia: RCA Records     | 60                | —                 | —                 | —                 | —                 | —                 |                               |
| The Harbor Lights Concert      | - Data wydania: kwiecień 2002 - Wytwórnia: RCA Records     | —                 | —                 | —                 | —                 | —                 | —                 |                               |
| Live in the U.S.S.R.           | - Data wydania: 2007 - Wytwórnia: AAO Music                | —                 | —                 | —                 | —                 | —                 | —                 |                               |
| Live at Cedar Rapids           | - Data wydania: 2010 - Wytwórnia: Collectors’ Choice Music | —                 | —                 | —                 | —                 | —                 | —                 |                               |

### Albumy bożonarodzeniowe
| Tytuł                                              | Szczegóły                                                   | Pozycja na liście | Pozycja na liście | Pozycja na liście | Certyfikat                    |
| Tytuł                                              | Szczegóły                                                   | US Country        | US                | CAN               | Certyfikat                    |
| -------------------------------------------------- | ----------------------------------------------------------- | ----------------- | ----------------- | ----------------- | ----------------------------- |
| Rocky Mountain Christmas                           | - Data wydania: 1975 - Wytwórnia: RCA Records               | —                 | 14                | 40                | - US: 2× Platinum - CAN: Gold |
| A Christmas Together (John Denver and the Muppets) | - Data wydania: październik 1979 - Wytwórnia: RCA Records   | 13                | 26                | 45                | - US: Platinum - CAN: Gold    |
| Christmas, Like a Lullaby                          | - Data wydania: grudzień 1990 - Wytwórnia: Windstar Records | —                 | —                 | —                 |                               |

### Kompilacje albumów
| Tytuł                                              | Szczegóły                                                       | Pozycja na liście | Pozycja na liście | Pozycja na liście | Pozycja na liście | Pozycja na liście | Pozycja na liście | Pozycja na liście | Certyfikat                           |
| Tytuł                                              | Szczegóły                                                       | US Country        | US                | CAN Country       | CAN               | AUS               | NZ                | UK                | Certyfikat                           |
| -------------------------------------------------- | --------------------------------------------------------------- | ----------------- | ----------------- | ----------------- | ----------------- | ----------------- | ----------------- | ----------------- | ------------------------------------ |
| John Denver’s Greatest Hits                        | - Data wydania: listopad 1973 - Wytwórnia: RCA Records          | —                 | 1                 | —                 | 1                 | 4                 | 17                | 7                 | - US: 9× Platinum - CAN: 5× Platinum |
| John Denver’s Greatest Hits Volume 2               | - Data wydania: marzec 1977 - Wytwórnia: RCA Records            | 7                 | 6                 | —                 | 24                | 3                 | 17                | 9                 | - US: 2× Platinum - CAN: Gold        |
| John Denver’s Greatest Hits Volume 3               | - Data wydania: listopad 1984 - Wytwórnia: RCA Records          | —                 | 203               | —                 | —                 | —                 | —                 | —                 | - US: Gold                           |
| Take Me Home, Country Roads and Other Hits         | - Data wydania: 1991 - Wytwórnia: BMG/RCA                       | —                 | —                 | 40                | —                 | —                 | —                 | —                 |                                      |
| The Very Best of John Denver                       | - Data wydania: 1994 - Wytwórnia: BMG/RCA                       | —                 | —                 | —                 | —                 | —                 | —                 | —                 | - US: Platinum                       |
| The Rocky Mountain Collection                      | - Data wydania: 1996 - Wytwórnia: RCA Records                   | 50                | —                 | —                 | —                 | 49                | 19                | 19                | - US: Platinum - UK: Gold            |
| Reflections: Songs of Love & Life                  | - Data wydania: 1996 - Wytwórnia: RCA Records                   | 36                | —                 | 13                | —                 | —                 | —                 | —                 |                                      |
| Country Roads Collection                           | - Data wydania: 1997 - Wytwórnia: RCA Records                   | 33                | —                 | —                 | —                 | —                 | —                 | —                 |                                      |
| The Best of John Denver                            | - Data wydania: 1998 - Wytwórnia: Madacy Records                | 38                | —                 | —                 | —                 | —                 | 10                | —                 | - US: Platinum - UK: Gold            |
| Greatest Country Hits                              | - Data wydania: 1998 - Wytwórnia: RCA Records                   | 36                | —                 | —                 | —                 | —                 | —                 | —                 |                                      |
| John Denver Christmas                              | - Data wydania: 1999 - Wytwórnia: LaserLight                    | 53                | —                 | —                 | —                 | —                 | —                 | —                 |                                      |
| Songs for America                                  | - Data wydania: wrzesień 2002 - Wytwórnia: Sony BMG             | 75                | —                 | —                 | —                 | —                 | —                 | —                 |                                      |
| The Essential John Denver                          | - Data wydania: 2004 - Wytwórnia: Sony BMG                      | 66                | —                 | —                 | —                 | -                 | —                 | —                 |                                      |
| Definitive All-Time Greatest Hits                  | - Data wydania: 2004 - Wytwórnia: RCA Records                   | 9                 | 52                | —                 | —                 | —                 | —                 | —                 | - US: Gold                           |
| A Song's Best Friend: The Very Best of John Denver | - Data wydania: 2004 - Wytwórnia: RCA Records                   | —                 | —                 | —                 | —                 | 25                | —                 | 18                |                                      |
| 16 Biggest Hits                                    | - Data wydania: 2006 - Wytwórnia: RCA Records                   | 61                | —                 | —                 | —                 | —                 | —                 | —                 |                                      |
| The Essential John Denver                          | - Data wydania: 2007 - Wytwórnia: RCA Records                   | 55                | —                 | —                 | —                 | 81                | —                 | —                 |                                      |
| Playlist: The Very Best of John Denver             | - Data wydania: 2008 - Wytwórnia: Legacy Recordings             | 39                | —                 | —                 | —                 | —                 | —                 | —                 |                                      |
| The Ultimate Collection                            | - Data wydania: 2011 - Wytwórnia: Sony BMG                      | —                 | —                 | —                 | —                 | 34                | —                 | 5                 |                                      |
| The Classic Christmas Album                        | - Data wydania: październik 2, 2012 - Wytwórnia: RCA Records    | 32                | —                 | —                 | —                 | —                 | —                 | —                 |                                      |
| All of My Memories: The John Denver Collection     | - Data wydania: 4 listopada 2014 - Wytwórnia: Legacy Recordings | 44                | —                 | —                 | —                 | —                 | —                 | —                 |                                      |

### Albumy we współpracy z innymi muzykami
| Tytuł                                  | Szczegóły                                              | Pozycja | Pozycja |
| Tytuł                                  | Szczegóły                                              | US      | CAN     |
| -------------------------------------- | ------------------------------------------------------ | ------- | ------- |
| Perhaps Love (z Plácido Domingo)       | - Data wydania: 1981 - Wytwórnia: CBS Masterworks      | —       | 19      |
| Rocky Mountain Holiday (z the Muppets) | - Data wydania: November 1982 - Wytwórnia: RCA Records | 202     | —       |

## Single

### Lata 60. i 70.
| Rok  | Singiel                                       | Pozycja na liście | Pozycja na liście | Pozycja na liście | Pozycja na liście | Pozycja na liście | Pozycja na liście | Pozycja na liście | Certyfikat                  | Album                        |
| Rok  | Singiel                                       | US Country        | US                | US AC             | CAN Country       | CAN               | CAN AC            | UK                | Certyfikat                  | Album                        |
| ---- | --------------------------------------------- | ----------------- | ----------------- | ----------------- | ----------------- | ----------------- | ----------------- | ----------------- | --------------------------- | ---------------------------- |
| 1969 | "Daydream"                                    | —                 | —                 | —                 | —                 | —                 | —                 | —                 |                             | Rhymes & Reasons             |
| 1970 | "Anthem-Revelation"                           | —                 | —                 | —                 | —                 | —                 | —                 | —                 |                             | Take Me to Tomorrow          |
| 1970 | "Follow Me"                                   | —                 | —                 | —                 | —                 | —                 | —                 | —                 |                             | Take Me to Tomorrow          |
| 1970 | "Sail Away Home"                              | —                 | —                 | —                 | —                 | —                 | —                 | —                 |                             | Whose Garden Was This        |
| 1970 | "Mr. Bojangles"                               | —                 | —                 | —                 | —                 | —                 | —                 | —                 |                             | Whose Garden Was This        |
| 1971 | "Take Me Home, Country Roads"                 | 50                | 2                 | 3                 | 17                | 3                 | 5                 | —                 | - US: Platinum - UK: Silver | Poems, Prayers, and Promises |
| 1971 | "Friends with You"                            | —                 | 47                | 4                 | —                 | 34                | 5                 | —                 |                             | Aerie                        |
| 1972 | "Everyday"                                    | —                 | 81                | 21                | —                 | 77                | 16                | —                 |                             | Aerie                        |
| 1972 | "Goodbye Again"                               | —                 | 88                | 23                | —                 | —                 | 12                | —                 |                             | Rocky Mountain High          |
| 1972 | "Hard Life, Hard Times (Prisoners)"           | —                 | 103               | —                 | —                 | —                 | —                 | —                 |                             | Rocky Mountain High          |
| 1972 | "Rocky Mountain High"                         | —                 | 9                 | 3                 | —                 | 8                 | 2                 | —                 |                             | Rocky Mountain High          |
| 1972 | "Victory Is Peace" (z Bill and Taffy Danoff)  | —                 | —                 | —                 | —                 | —                 | —                 | —                 |                             | brak                         |
| 1973 | "I’d Rather Be a Cowboy (Lady's Chains)"      | —                 | 62                | 25                | 67                | 75                | 58                | —                 |                             | Farewell Andromeda           |
| 1973 | "Welcome to My Morning (Farewell, Andromeda)" | —                 | 89                | 20                | —                 | —                 | 26                | —                 |                             | Farewell Andromeda           |
| 1973 | "Please, Daddy"                               | 69                | 69                | —                 | 68                | 82                | —                 | —                 |                             | Farewell Andromeda           |
| 1973 | "Sunshine on My Shoulders"                    | 42                | 1                 | 1                 | —                 | 1                 | 2                 | —                 | - US: Gold                  | Greatest Hits                |
| 1974 | "Annie's Song"                                | 9                 | 1                 | 1                 | 3                 | 1                 | 1                 | 1                 | - US: Gold - UK: Silver     | Back Home Again              |
| 1974 | "Back Home Again"                             | 1                 | 5                 | 1                 | 1                 | 10                | 1                 | —                 | - US: Gold                  | Back Home Again              |
| 1974 | "Sweet Surrender"                             | 7                 | 13                | 1                 | 16                | 38                | 1                 | —                 |                             | An Evening with John Denver  |
| 1975 | "Thank God I’m a Country Boy"                 | 1                 | 1                 | 5                 | 1                 | 1                 | 1                 | —                 | - US: Gold                  | An Evening with John Denver  |
| 1975 | "I’m Sorry"/"Calypso"                         | 1                 | 1                 | 1                 | 4                 | 1                 | 1                 | —                 | - US: Gold                  | Windsong                     |
| 1975 | "Fly Away" (z Olivią Newton-John)             | 12                | 13                | 1                 | 28                | 13                | 2                 | —                 |                             | Windsong                     |
| 1976 | "Looking for Space"                           | 30                | 29                | 1                 | 23                | 63                | 4                 | —                 |                             | Windsong                     |
| 1976 | "It Makes Me Giggle"                          | 70                | 60                | 9                 | 39                | 83                | 22                | —                 |                             | Spirit                       |
| 1976 | "Like a Sad Song"                             | 34                | 36                | 1                 | 8                 | 63                | 4                 | —                 |                             | Spirit                       |
| 1976 | "Baby, You Look Good to Me Tonight"           | 22                | 65                | 13                | 20                | 89                | —                 | —                 |                             | Spirit                       |
| 1977 | "My Sweet Lady"                               | 62                | 32                | 13                | —                 | 52                | 15                | —                 |                             | Greatest Hits 2              |
| 1977 | "How Can I Leave You Again"                   | 22                | 44                | 2                 | 6                 | 40                | 10                | —                 |                             | I Want to Live               |
| 1977 | "I Want to Live"                              | —                 | 55                | 10                | —                 | 81                | 9                 | —                 |                             | I Want to Live               |
| 1977 | "Bet on the Blues"                            | —                 | —                 | —                 | —                 | —                 | —                 | —                 |                             | I Want to Live               |
| 1978 | "It Amazes Me"                                | 72                | 59                | 9                 | —                 | 72                | 15                | —                 |                             | I Want to Live               |
| 1979 | "Downhill Stuff"                              | 64                | 106               | —                 | —                 | —                 | —                 | —                 |                             | John Denver                  |
| 1979 | "What’s On Your Mind"                         | 47                | 107               | 10                | 25                | —                 | 29                | —                 |                             | John Denver                  |
| 1979 | "Garden Song"                                 | —                 | —                 | 31                | —                 | —                 | 7                 | —                 |                             | John Denver                  |

### Od lat 80.
| Rok  | Single                                             | Pozycja na liście | Pozycja na liście | Pozycja na liście | Pozycja na liście | Pozycja na liście | Album                               |
| Rok  | Single                                             | US Country        | US                | US AC             | CAN Country       | CAN AC            | Album                               |
| ---- | -------------------------------------------------- | ----------------- | ----------------- | ----------------- | ----------------- | ----------------- | ----------------------------------- |
| 1980 | "Autograph"                                        | 84                | 52                | 20                | —                 | 2                 | Autograph                           |
| 1980 | "Dancing with the Mountains"                       | —                 | 97                | 43                | —                 | —                 | Autograph                           |
| 1981 | "Some Days Are Diamonds (Some Days Are Stone)"     | 10                | 36                | 12                | 1                 | 1                 | Some Days Are Diamonds              |
| 1981 | "The Cowboy and the Lady"                          | 50                | 66                | —                 | —                 | —                 | Some Days Are Diamonds              |
| 1982 | "Shanghai Breezes"                                 | —                 | 31                | 1                 | —                 | 1                 | Seasons of the Heart                |
| 1982 | "Seasons of the Heart"                             | —                 | 78                | 23                | —                 | 16                | Seasons of the Heart                |
| 1982 | "Opposite Tables"                                  | —                 | —                 | —                 | —                 | —                 | Seasons of the Heart                |
| 1983 | "Wild Montana Skies" (z Emmylou Harris)            | 14                | —                 | 26                | 15                | 14                | It’s About Time                     |
| 1983 | "Hold On Tightly"                                  | —                 | —                 | —                 | —                 | —                 | It’s About Time                     |
| 1984 | "It’s About Time"                                  | —                 | —                 | —                 | —                 | —                 | It’s About Time                     |
| 1984 | "Just a Dream Away"                                | —                 | —                 | —                 | —                 | —                 | brak                                |
| 1984 | "The Gold and Beyond"                              | —                 | —                 | —                 | —                 | —                 | Greatest Hits 3                     |
| 1984 | "Love Again" (z Sylvie Vartan)                     | —                 | 85                | 30                | —                 | 21                | Greatest Hits 3                     |
| 1985 | "Don't Close Your Eyes, Tonight"                   | —                 | —                 | 37                | —                 | —                 | Dreamland Express                   |
| 1985 | "Dreamland Express"                                | 9                 | —                 | 34                | 17                | 23                | Dreamland Express                   |
| 1986 | "Along for the Ride ('56 T-Bird)"                  | 57                | —                 | —                 | —                 | —                 | One World                           |
| 1986 | "Let Us Begin (What Are We Making Weapons For?)"   | —                 | —                 | —                 | —                 | —                 | One World                           |
| 1986 | "We Are One: Sister Cities"                        | —                 | —                 | —                 | —                 | —                 | brak                                |
| 1988 | „For You”                                          | —                 | —                 | —                 | —                 | —                 | Higher Ground                       |
| 1988 | "Country Girl in Paris"                            | 96                | —                 | —                 | —                 | —                 | Higher Ground                       |
| 1988 | "Never A Doubt"                                    | —                 | —                 | —                 | —                 | —                 | Higher Ground                       |
| 1989 | "The One World"                                    | —                 | —                 | —                 | —                 | —                 | brak                                |
| 1990 | "The Flower That Shattered the Stone"              | —                 | —                 | —                 | —                 | —                 | The Flower That Shattered the Stone |
| 1990 | "Eagles and Horses"                                | —                 | —                 | —                 | —                 | —                 | The Flower That Shattered the Stone |
| 1990 | "Wish You Were Here (Postcard from Paris)"         | —                 | —                 | —                 | —                 | —                 | The Flower That Shattered the Stone |
| 1992 | "18 Holes"                                         | —                 | —                 | —                 | —                 | —                 | brak                                |
| 1995 | "Calypso" (live)                                   | —                 | —                 | —                 | —                 | —                 | The Wildlife Concert                |
| 1995 | „For You” (live)                                   | —                 | —                 | —                 | —                 | —                 | The Wildlife Concert                |
| 1996 | "Perhaps Love (Liefde Is...)" (z Justine Pelmelay) | —                 | —                 | —                 | —                 | —                 | Love Again                          |
| 2004 | "Annie's Song/Follow Me"                           | —                 | —                 | —                 | —                 | —                 | A Song's Best Friend                |
| 2017 | "The Blizzard"                                     |                   |                   |                   |                   |                   | brak                                |

## Inne piosenki

### Single bożonarodzeniowe
| Rok  | Single                                 | Pozycja na liście | Pozycja na liście | Pozycja na liście | Album                    |
| Rok  | Single                                 | US                | CAN               | CAN AC            | Album                    |
| ---- | -------------------------------------- | ----------------- | ----------------- | ----------------- | ------------------------ |
| 1975 | "Christmas for Cowboys"                | 58                | 77                | 26                | Rocky Mountain Christmas |
| 1979 | "A Baby Just Like You" (z the Muppets) | —                 | —                 | —                 | A Christmas Together     |

### Single do albumów w kooperacji z innymi muzykami
| Rok  | Single         | Artist          | Pozycja | Pozycja | Pozycja | Album        |
| Rok  | Single         | Artist          | US      | US AC   | UK      | Album        |
| ---- | -------------- | --------------- | ------- | ------- | ------- | ------------ |
| 1982 | "Perhaps Love" | Plácido Domingo | 59      | 22      | 46      | Perhaps Love |

### Gościnnie
| Rok  | Tytuł            | Artysta                    | Pozycja    | Pozycja     | Album                                   |
| Rok  | Tytuł            | Artysta                    | US Country | CAN Country | Album                                   |
| ---- | ---------------- | -------------------------- | ---------- | ----------- | --------------------------------------- |
| 1989 | "And So It Goes" | The Nitty Gritty Dirt Band | 14         | 29          | Will the Circle Be Unbroken: Volume Two |